# Liste der Bodendenkmale in Fredeburg
In der Liste der Bodendenkmale in Fredeburg sind die Bodendenkmale der Gemeinde Fredeburg nach dem Stand der Bodendenkmalliste des Archäologischen Landesamts Schleswig-Holstein von 2016 aufgelistet. Die Baudenkmale sind in der Liste der Kulturdenkmale in Fredeburg aufgeführt.
| Denkmal-ID           | Befundart           | Bezeichnung                        | Zeitstellung                            | Lage | Bemerkungen                              | Bild |
| -------------------- | ------------------- | ---------------------------------- | --------------------------------------- | ---- | ---------------------------------------- | ---- |
| aKD-ALSH-Nr. 000 524 | Grabmal > Grabhügel | Grabhügel                          | Vor- und/oder Frühgeschichte            |      |                                          |      |
| aKD-ALSH-Nr. 000 525 | Grabmal > Grabhügel | Grabhügel                          | Vor- und/oder Frühgeschichte            |      |                                          |      |
| aKD-ALSH-Nr. 000 526 | Grabmal > Grabhügel | Grabhügel                          | Vor- und/oder Frühgeschichte            |      |                                          |      |
| aKD-ALSH-Nr. 000 527 | Grabmal > Grabhügel | Grabhügel                          | Vor- und/oder Frühgeschichte            |      |                                          |      |
| aKD-ALSH-Nr. 000 528 | Grabmal > Grabhügel | Grabhügel                          | Vor- und/oder Frühgeschichte            |      |                                          |      |
| aKD-ALSH-Nr. 000 529 | Grabmal > Grabhügel | Grabhügel                          | Vor- und/oder Frühgeschichte            |      |                                          |      |
| aKD-ALSH-Nr. 000 530 | Grabmal > Grabhügel | Grabhügel                          | Vor- und/oder Frühgeschichte            |      |                                          |      |
| aKD-ALSH-Nr. 000 531 | Grabmal > Grabhügel | Grabhügel                          | Vor- und/oder Frühgeschichte            |      |                                          |      |
| aKD-ALSH-Nr. 000 532 | Grabmal > Grabhügel | Grabhügel                          | Vor- und/oder Frühgeschichte            |      |                                          |      |
| aKD-ALSH-Nr. 000 533 | Grabmal > Grabhügel | Grabhügel                          | Vor- und/oder Frühgeschichte            |      |                                          |      |
| aKD-ALSH-Nr. 000 534 | Grabmal > Grabhügel | Grabhügel                          | Vor- und/oder Frühgeschichte            |      |                                          |      |
| aKD-ALSH-Nr. 000 535 | Grabmal > Grabhügel | Grabhügel                          | Vor- und/oder Frühgeschichte            |      |                                          |      |
| aKD-ALSH-Nr. 000 536 | Grabmal > Grabhügel | Grabhügel                          | Vor- und/oder Frühgeschichte            |      |                                          |      |
| aKD-ALSH-Nr. 000 537 | Grabmal > Grabhügel | Grabhügel                          | Vor- und/oder Frühgeschichte            |      |                                          |      |
| aKD-ALSH-Nr. 000 538 | Grabmal > Grabhügel | Grabhügel                          | Vor- und/oder Frühgeschichte            |      |                                          |      |
| aKD-ALSH-Nr. 000 539 | Grabmal > Grabhügel | Grabhügel                          | Vor- und/oder Frühgeschichte            |      |                                          |      |
| aKD-ALSH-Nr. 000 540 | Grabmal > Grabhügel | Grabhügel                          | Vor- und/oder Frühgeschichte            |      |                                          |      |
| aKD-ALSH-Nr. 000 541 | Grabmal > Grabhügel | Grabhügel                          | Vor- und/oder Frühgeschichte            |      |                                          |      |
| aKD-ALSH-Nr. 000 542 | Grabmal > Grabhügel | Grabhügel                          | Vor- und/oder Frühgeschichte            |      |                                          |      |
| aKD-ALSH-Nr. 000 543 | Grabmal > Grabhügel | Grabhügel                          | Vor- und/oder Frühgeschichte            |      |                                          |      |
| aKD-ALSH-Nr. 000 544 | Grabmal > Grabhügel | Grabhügel                          | Vor- und/oder Frühgeschichte            |      |                                          |      |
| aKD-ALSH-Nr. 000 545 | Grabmal > Grabhügel | Grabhügel                          | Vor- und/oder Frühgeschichte            |      |                                          |      |
| aKD-ALSH-Nr. 000 546 | Grabmal > Grabhügel | Grabhügel                          | Vor- und/oder Frühgeschichte            |      |                                          |      |
| aKD-ALSH-Nr. 000 547 | Grabmal > Grabhügel | Grabhügel                          | Vor- und/oder Frühgeschichte            |      |                                          |      |
| aKD-ALSH-Nr. 000 548 | Grabmal > Grabhügel | Grabhügel                          | Vor- und/oder Frühgeschichte            |      |                                          |      |
| aKD-ALSH-Nr. 000 549 | Grabmal > Grabhügel | Grabhügel                          | Vor- und/oder Frühgeschichte            |      |                                          |      |
| aKD-ALSH-Nr. 000 550 | Grabmal > Grabhügel | Grabhügel                          | Vor- und/oder Frühgeschichte            |      |                                          |      |
| aKD-ALSH-Nr. 000 551 | Grabmal > Grabhügel | Grabhügel                          | Vor- und/oder Frühgeschichte            |      |                                          |      |
| aKD-ALSH-Nr. 000 552 | Grabmal > Grabhügel | Grabhügel                          | Vor- und/oder Frühgeschichte            |      |                                          |      |
| aKD-ALSH-Nr. 000 553 | Grabmal > Grabhügel | Grabhügel                          | Vor- und/oder Frühgeschichte            |      |                                          |      |
| aKD-ALSH-Nr. 000 554 | Grabmal > Grabhügel | Grabhügel                          | Vor- und/oder Frühgeschichte            |      |                                          |      |
| aKD-ALSH-Nr. 000 555 | Grabmal > Grabhügel | Grabhügel                          | Vor- und/oder Frühgeschichte            |      |                                          |      |
| aKD-ALSH-Nr. 000 556 | Grabmal > Grabhügel | Grabhügel                          | Vor- und/oder Frühgeschichte            |      |                                          |      |
| aKD-ALSH-Nr. 000 557 | Grabmal > Grabhügel | Grabhügel                          | Vor- und/oder Frühgeschichte            |      |                                          |      |
| aKD-ALSH-Nr. 000 558 | Grabmal > Grabhügel | Grabhügel                          | Vor- und/oder Frühgeschichte            |      |                                          |      |
| aKD-ALSH-Nr. 000 559 | Grabmal > Grabhügel | Grabhügel                          | Vor- und/oder Frühgeschichte            |      |                                          |      |
| aKD-ALSH-Nr. 000 560 | Grabmal > Grabhügel | Grabhügel                          | Vor- und/oder Frühgeschichte            |      |                                          |      |
| aKD-ALSH-Nr. 000 561 | Grabmal > Grabhügel | Grabhügel                          | Vor- und/oder Frühgeschichte            |      |                                          |      |
| aKD-ALSH-Nr. 000 562 | Grabmal > Grabhügel | Grabhügel                          | Vor- und/oder Frühgeschichte            |      |                                          |      |
| aKD-ALSH-Nr. 000 563 | Grabmal > Grabhügel | Grabhügel                          | Vor- und/oder Frühgeschichte            |      |                                          |      |
| aKD-ALSH-Nr. 000 564 | Grabmal > Grabhügel | Grabhügel                          | Vor- und/oder Frühgeschichte            |      |                                          |      |
| aKD-ALSH-Nr. 000 565 | Grabmal > Grabhügel | Grabhügel                          | Vor- und/oder Frühgeschichte            |      |                                          |      |
| aKD-ALSH-Nr. 000 566 | Grabmal > Grabhügel | Grabhügel                          | Vor- und/oder Frühgeschichte            |      |                                          |      |
| aKD-ALSH-Nr. 000 567 | Grabmal > Grabhügel | Grabhügel                          | Vor- und/oder Frühgeschichte            |      |                                          |      |
| aKD-ALSH-Nr. 000 568 | Grabmal > Grabhügel | Grabhügel                          | Vor- und/oder Frühgeschichte            |      |                                          |      |
| aKD-ALSH-Nr. 000 569 | Grabmal > Grabhügel | Grabhügel                          | Vor- und/oder Frühgeschichte            |      |                                          |      |
| aKD-ALSH-Nr. 000 570 | Grabmal > Grabhügel | Grabhügel                          | Vor- und/oder Frühgeschichte            |      |                                          |      |
| aKD-ALSH-Nr. 000 571 | Grabmal > Langbett  | Langbett/Steinreihe                | Neolithikum                             |      | = Fredeburg LA 53                        |      |
| aKD-ALSH-Nr. 000 572 | Grabmal > Langbett  | Langbett/Steinreihe                | Neolithikum                             |      | = Fredeburg LA 54 und Sprockhoff-Nr. 288 |      |
| aKD-ALSH-Nr. 000 573 | Grabmal > Grabhügel | Grabhügel                          | Vor- und/oder Frühgeschichte            |      |                                          |      |
| aKD-ALSH-Nr. 000 574 | Grabmal > Grabhügel | Grabhügel                          | Vor- und/oder Frühgeschichte            |      |                                          |      |
| aKD-ALSH-Nr. 000 575 | Grabmal > Grabhügel | Grabhügel                          | Vor- und/oder Frühgeschichte            |      |                                          |      |
| aKD-ALSH-Nr. 000 576 | Grabmal > Grabhügel | Grabhügel                          | Vor- und/oder Frühgeschichte            |      |                                          |      |
| aKD-ALSH-Nr. 000 577 | Grabmal > Grabhügel | Grabhügel                          | Vor- und/oder Frühgeschichte            |      |                                          |      |
| aKD-ALSH-Nr. 000 578 | Grabmal > Grabhügel | Grabhügel                          | Vor- und/oder Frühgeschichte            |      |                                          |      |
| aKD-ALSH-Nr. 000 579 | Grabmal > Grabhügel | Grabhügel                          | Vor- und/oder Frühgeschichte            |      |                                          |      |
| aKD-ALSH-Nr. 000 580 | Grabmal > Grabhügel | Grabhügel                          | Vor- und/oder Frühgeschichte            |      |                                          |      |
| aKD-ALSH-Nr. 000 581 | Grabmal > Grabhügel | Grabhügel                          | Vor- und/oder Frühgeschichte            |      |                                          |      |
| aKD-ALSH-Nr. 000 582 | Grabmal > Grabhügel | Grabhügel                          | Vor- und/oder Frühgeschichte            |      |                                          |      |
| aKD-ALSH-Nr. 000 583 | Grabmal > Grabhügel | Grabhügel                          | Vor- und/oder Frühgeschichte            |      |                                          |      |
| aKD-ALSH-Nr. 000 584 | Befestigung > Wall  | Landwehr/Wall/Schanze/Panzergraben | Frühgeschichte, Neuzeit, Zeitgeschichte |      |                                          |      |